# Rosières-sur-Barbèche
 Rosières-sur-Barbèche  es una población y comuna francesa, en la región de Franco Condado, departamento de Doubs, en el distrito de Montbéliard y cantón de Pont-de-Roide.

## Demografía
| 136 | 142 | 144 | 157 | 137 | 117 |
| Para los censos de 1962 a 1999 la población legal corresponde a la población sin duplicidades (Fuente: INSEE [Consultar]) |     |     |     |     |     |